# Pfudabach
Der Pfudabach, auch die Pfuda, ist ein rechter Zufluss der Pram im Innviertel in Oberösterreich.

## Name
Der Bach wird 788 als Futuruna erstmals schriftlich erwähnt. Der Name leitet sich vermutlich vom westgermanischen *pud- mit der Bedeutung „Pfütze,Jauche“ ab.

## Verlauf
Der Pfudabach entspringt als Aubach bei Mitteredt (Gemeinde Kopfing im Innkreis) unterhalb des Ameisbergs im Sauwald. Er fließt in etwa in südlicher Richtung, bei Angsüß wendet er sich nach Westen, kurz darauf wieder nach Süden. Er fließt dann in einer Schlinge um Sigharting, anschließend Richtung Nordwesten, bis er bei Taufkirchen an der Pram in die Pram mündet.

## Wasserführung
Der mittlere Abfluss am Pegel Alfersham beträgt 1,26 m³/s, was einer Abflussspende von 15,5 l/s·km² entspricht.
Der Pfudabach weist ein winterpluviales Abflussregime auf. Das Monatsmittel des abflussreichsten Monats März ist mit 1,96 m³/s rund doppelt so hoch wie das des abflussärmsten Monats Oktober mit 0,92 m³/s.
Zum Schutz der Siedlungen vor Hochwasser wurde bei Angsüß das zweitgrößte Rückhaltebecken Oberösterreichs angelegt, das ein Volumen von 1,2 Millionen m³ aufweist. Bei einem Vollstau, der bei einem rund sechzigjährigen Hochwasserereignis erreicht wird, beträgt die Staufläche rund 35 ha.

## Ökologie
Der Pfudabach weist im Unterlauf in den Gemeinden Diersbach und Sigharting noch zahlreiche naturnahe Strecken mit gewundenem bis mäandrierendem Verlauf und begleitenden Galeriewäldern auf. Dabei dominieren Erle, Esche, Birke und Eiche sowie Traubenkirsche, Hasel, Holunder und Weide. Es finden sich außerdem ausgedehnte Feuchtwiesenkomplexe, die einen Lebensraum für seltene Vogel-, Amphibien- und Insektenarten darstellen, darunter die Bekassine, die Prachtlibelle oder die Sumpfschrecke.
Im Pfudabach und seinen Zubringern findet sich der dichteste und über die weiteste
Gewässerstrecke verbreitete Bestand des gefährdeten Ukrainischen Bachneunauges (Eudontomyzon mariae) in Oberösterreich. Auch die seltene Flussperlmuschel ist im Pfudabach heimisch.